# Aaron Schoenfeld
Pour les articles homonymes, voir Schoenfeld.
Aaron Schoenfeld est un joueur américain de soccer né le 17 avril 1990 à Knoxville dans le Tennessee. Il joue au poste d'attaquant.

## Biographie
Aaron Schoenfeld est repêché en vingtième position par l'Impact de Montréal lors de la MLS Supplemental Draft 2012. Il ne parvient pas à convaincre le club québécois de lui offrir un contrat professionnel mais est finalement embauché par le Crew de Columbus le 23 mars 2012.

## Palmarès
Avec le Maccabi Tel-Aviv, il est sacré champion d'Israël en 2018-2019 et remporte la Coupe de la Ligue israélienne la même saison.